# Бернардо Тассо
Бернардо Тассо (італ. Bernardo Tasso ; 11 листопада 1493, Бергамо — 5 вересня 1569, Остілья) — Італійський поет, батько Торквато Тассо.

## Біографія
Бернардо Тассо походив із почесної бергамської сім'ї. Служив у Ерколі д'Есте, потім був секретарем герцога Ферранте Сансеверіно Салернського . Коли в 1547 році герцог Салернський за зраду імператору був позбавлений своїх володінь, Бернардо Тассо також був оголошений зрадником і впав у крайню бідність. У 1556 році він знайшов притулок у герцога Урбінського ; в 1558—1560 р. жив у Венеції ; 1562 р. перейшов на службу до володарів Мантуї.

## Поема «Амадіс»
Головний твір Тассо — «Амадіс». Він оспівав уславленого в лицарських романах Амадіса, взявши за зразок Вергілія і Гомера, але захоплювався й Аріосто, марно намагаючись зрівнятися з ним. Джерело «Амадіса» — іспанський « Амадіс Гальський». Заплутану інтригу джерела Тассо ускладнює несподіваними переходами від одного сюжету до іншого. Елемент чудесного відіграє велику роль, так само як і алегорія та помпезні порівняння. Характеристики головних героїв схильні до шаблонності й одноманітності: лицарі надзвичайно хоробрі, пані надзвичайно вродливі, кохання пронизане солодкуватістю та сентиментальністю; усі є прикладами високої доброчесності; провини відбуваються з вини чаклунства. Поет намагається повчати читачів і старанно уникає елементів сатири, особливо політичної.

## Інші твори
Від Тассо до нас дійшло ще багато цікавих листів (вид. 1733-51), уривок епосу " Floridame ", ліричні вірші (" Antori ", 1561; " Rime ", 1749).